# Anja Reich
Anja Reich (* 22. September 1967 in Ost-Berlin) ist eine deutsche Journalistin und Autorin.

## Leben
Anja Reich wuchs in Berlin-Lichtenberg auf und absolvierte 1986 ihr Abitur. Vor dem Studium in der Sektion Journalistik an der Karl-Marx-Universität Leipzig (1987 bis 1991) machte sie bei der Berliner Zeitung ein Volontariat. Von 1993 bis 1996 war sie als Lokalredakteurin bei der Zeitung Die Welt, seitdem ist sie an der Berliner Zeitung angestellt, ab 2001 als New-York-Korrespondentin, von 2008 bis 2011 als Leiterin des Magazins, jetzt als Teamchefin Dossier.
Im Jahre 1999 verzog sie mit ihrem Ehemann, dem Spiegel-Reporter Alexander Osang, und ihren gemeinsamen beiden Kindern für sieben Jahre nach New York. Im Jahre 2011 veröffentlichte sie zusammen mit ihrem Mann das Buch Wo warst du? Ein Septembertag in New York, in dem sie die Terroranschläge am 11. September 2001 aus ihren persönlichen Perspektiven beschreiben.
Im Jahre 2014 erschien ihr Buch Der Fall Scholl. Das tödliche Ende einer Ehe über Heinrich Scholl, den vormaligen Bürgermeister von Ludwigsfelde, der nach 47 Jahren Ehe seine Frau umbrachte. Das Buch wurde 2016 ins Englische übersetzt. Von März 2018 an lebte sie mit ihrem Mann in Tel Aviv und arbeitete dort als Israel-Korrespondentin der Berliner Zeitung. Seit 2020 lebt sie wieder in Berlin.

## Veröffentlichungen
- Wo warst du? Ein Septembertag in New York. Piper, München 2011. ISBN 978-3-492-05436-2. (zusammen mit Alexander Osang)
- Der Fall Scholl. Das tödliche Ende einer Ehe. Ullstein, Berlin 2014. ISBN 978-3-86493-023-2.
  - englisch: The Scholl Case. Übers. von Imogen Tyler. Textpublishing 2016
- Getauschte Heimat. Ein Jahr zwischen Berlin und Tel Aviv. Aufbau, Berlin 2019. ISBN 978-3-351-03797-0. (mit Yael Nachshon Levin)
- Simone. Aufbau 2023. ISBN 978-3-351-03985-1[3]

## Preise
- 2012 Deutscher Reporterpreis Kategorie Lokalreportage für den Text Der goldene Stein (über eine Stolpersteinverlegung in Berlin)
- 2017 Theodor-Wolff-Preis Kategorie Lokales für den Text Die Deutschmacherin (ein Porträt über eine Beamtin der Neuköllner Einbürgerungssprechstunde)